# TRIzol

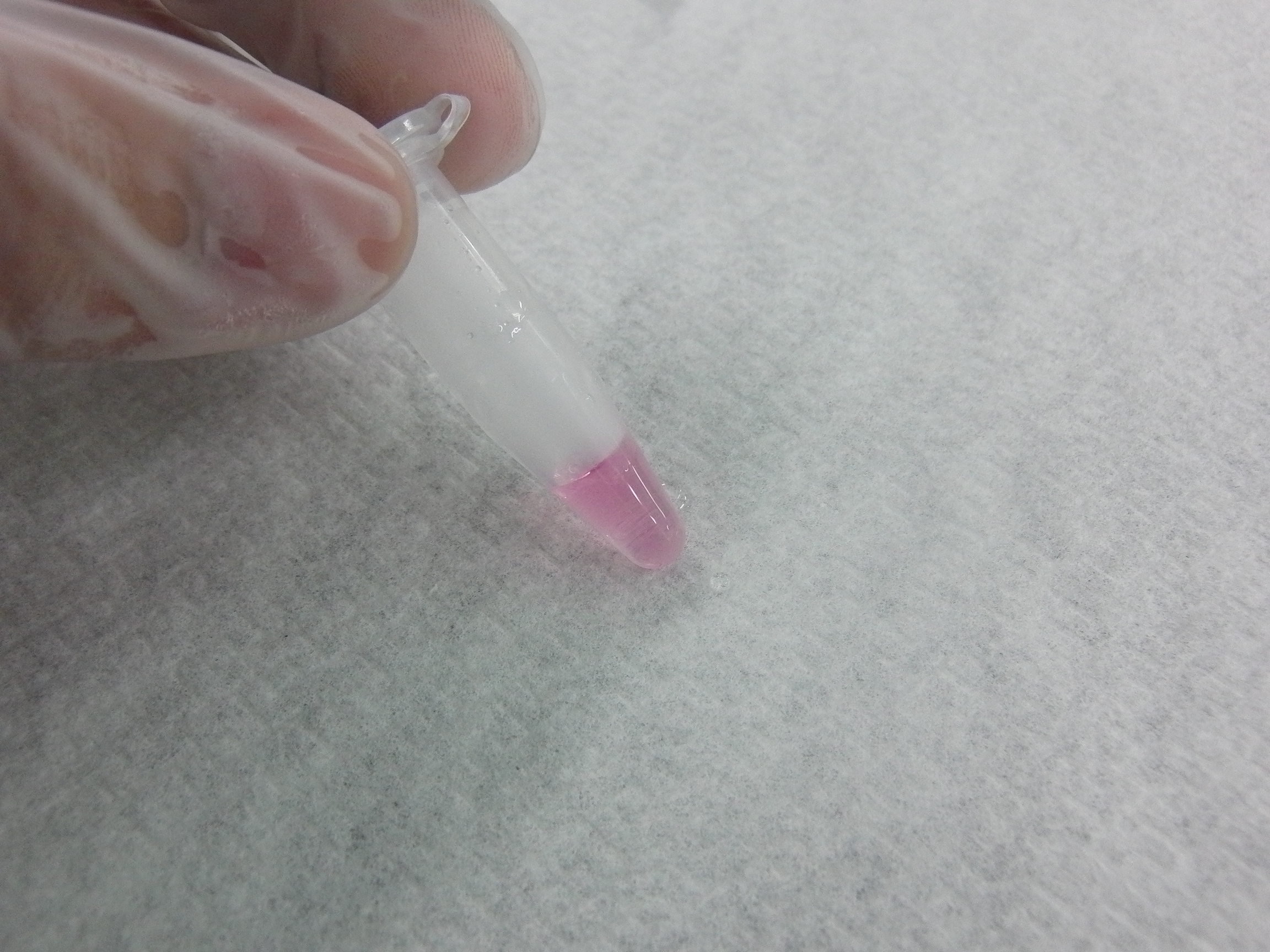
裝在EP管中的TRIzol，可見其呈紫紅色

TRIzol，是一種能分離RNA、DNA、蛋白質的試劑。該試劑常溫下爲紫紅色液體。其主要成分爲苯酚和硫氰酸胍。苯酚具有毒性和腐蝕性，而硫氰酸胍則具有刺激性。該試劑是以Piotr Chomczyński與Sacchi, N在1987年提出的一步分離RNA法爲基礎發明的。
TRIzol爲由生命科技（Life Technologies）持有的商標，而由MRC生產的同種試劑則名爲TRI Reagent（Reagent，意爲「試劑」）。

## 用法簡述
將組織或培養的細胞與TRIzol混合後，經一定處理，再加入氯仿並離心，即可得分爲三層的液體。無色透明的上層水層、中間層、以及紫紅色的下層有機層。其中，RNA位於上層，DNA位於中間層和下層，蛋白質位於下層。之後，即可先後分離出RNA、DNA和蛋白質。